# إريك يورغينس دي مينيزيس
إريك يورجنز دي مينيزيس (من مواليد 18 فبراير 2001)، والمعروف باسم إريك، هو لاعب كرة قدم إماراتي من أصل برازيلي محترف يلعب كظهير أيسر لفريق العين في دوري المحترفين الإماراتي.
لعب في نادي إنترناسيونال و انتقل إلى نادي العين في عام 2020 و حصل على الجنسية الإماراتية في عام 2023.